# Dublin Rebels
Pour les articles homonymes, voir Rebels.
Stade
Maillots
Champion 2001, 2003, 2004, 2005, 2006, 2010, 2011, 2016 et 2017
Dublin Rebels est un club irlandais de football américain basé à Dublin en Irlande.

## Histoire
Le club est fondé durant l'été 1995 par Phil Woodyard, Marcus Naylor et Andrew Flynn. Il participe au championnat de flag football de 1995-1996 à 1998-1999. À la suite des problèmes rencontrés au sein de la ligue de flag football, les Rebels ne participent pas au championnat 1999-2000. La saison suivante, la compétition de flag football n'a pas lieu.
À partir de septembre 2001, les Rebels participent au championnat d'Irlande de football américain. Leur premier match se solde par une victoire des Rebels (42-0) face aux Vikings. Le titre national couronne cette première saison. En 2002, l'équipe perd nombre de ses joueurs clés et les résultats en pâtissent. Les Rebels se reprennent dès 2003 et remportent consécutivement trois titres nationaux, en 2004, 2005 et 2006, cette dernière saison se clôturant sur un bilan parfait de dix victoires en autant de matches. Ils remportent ensuite les titres nationaux 2010, 2011, 2016 et 2017.

## Palmarès
- Champion d'Irlande : 2001, 2003, 2004, 2005, 2006, 2010, 2011, 2016 et 2017[2]